# Mount Shasta
Mount Shasta, fundada en 1905 es una ciudad ubicada en el condado de Siskiyou en el estado estadounidense de California. En el año 2009 tenía una población de 3,515 habitantes y una densidad poblacional de 371 personas por km².

## Geografía
Mount Shasta se encuentra ubicada en las coordenadas 41°18′N 122°18′O / 41.300, -122.300. Según la Oficina del Censo, la ciudad tiene un área total de 9,7 km² (3,7 mi²), de la cual 9,7 km² (3,7 mi²) es tierra y 0 km² (0 mi²) (0%) es agua.

## Demografía
Según la Oficina del Censo en 2000 los ingresos medios por hogar en la localidad eran de 26 500 dólares estadounidenses, y los ingresos medios por familia eran de 37 313 dólares. Los hombres tenían unos ingresos medios de 37 697 frente a los $37 697 para las mujeres. La renta per cápita para la localidad era de 20 629 dólares. Alrededor del 14.9 % de la población estaban por debajo del umbral de pobreza.

## Personajes reconocidos
- Anita Loos (1889-1981), novelista y guionista (Los hombres las prefieren rubias); nació en Sisson (actual Mount Shasta).
- Jason Sehorn (1971-), exjugador de fútbol americano, nacido en Sacramento, pero estudió y jugó al fútbol en la escuela Mount Shasta High School.